# Julio Cruz González
Julio Cruz González (Minatitlán, Veracruz, México, 23 de noviembre de 1995), conocido deportivamente como Julio Cruz es un futbolista mexicano que juega de Delantero en los Alebrijes de Oaxaca de la Liga de Expansión MX.

## Trayectoria

### C.F. Monterrey
Julio Cruz desarrolló sus habilidades en el deporte en todas las divisiones inferiores en el Club de Fútbol Monterrey. En la categoría Sub-20, disputó el Torneo de Clausura 2015 de las fuerzas básicas, competencia en la que anotó 7 goles en 15 apariciones, para un total de 1133' minutos de acción.
Poco después alcanzó el ascenso al equipo del Monterrey Premier en el Torneo de Apertura 2015, en el cual estuvo presente 8 oportunidades, mientras que concretó 6 tantos. Su conjunto finalizó en el octavo puesto con 20 puntos, muy lejos de la zona de clasificación a la siguiente fase. Estadísticamente contabilizó 646' minutos de participación.
Al mismo tiempo fue vinculado nuevamente en el grupo Sub-20 de las fuerzas básicas; en el Apertura 2015 de esta categoría tuvo 3 encuentros realizados, en los que hizo 2 anotaciones.
Fue convocado por primera vez por el director técnico argentino Antonio Mohamed, para enfrentar la Copa México Apertura 2015 con el plantel principal. Su debut oficial con el equipo absoluto fue el 19 de agosto en el compromiso contra el Atlético San Luis, en el Estadio Alfonso Lastras Ramírez. El delantero entró como sustitución por Rogelio Funes Mori al minuto 64', utilizó la dorsal «97» y el marcador fue de pérdida 2-1. En el siguiente partido de visitante ante León fue suplente, y el resultado nuevamente acabó en derrota, siendo esta vez con goleada de 5-1. El 22 de septiembre fue el juego frente a la fiera de local en el Estadio BBVA Bancomer. En esta ocasión el atacante apareció en la alineación titular, anotó su primer tanto como Rayado al minuto 52', y la igualdad de 2-2 prevaleció al término del tiempo regular. El rendimiento de su conjunto en esta competencia lo ubicó en el tercer sitio del grupo 2, quedando eliminado.
El 12 de septiembre volvió a ser tomado en cuenta por el club absoluto, esta vez en el encuentro contra Cruz Azul en el Estadio BBVA Bancomer, correspondiente a la jornada 8 del Torneo de Apertura 2015 de la máxima categoría del balompié mexicano. En esa oportunidad ingresó de relevo por Pablo Barrera al minuto 68', y el marcador definitivo fue balanceado a un gol.
Regresó al Monterrey Premier y disputó el Torneo de Clausura 2016. Tuvo acción durante 9 cotejos, 701' minutos de participación y concretó 4 goles. Su grupo quedó en el séptimo lugar con 23 puntos.
Su buen rendimiento lo llevó de nuevo a enfrentar la Copa México Clausura 2016 con el equipo principal. Su único partido se efectuó el 19 de enero, de local contra el Atlético San Luis. Julio entró al inicio del segundo tiempo por César Martínez y el compromiso finiquitó en la derrota de 0-1. Los Rayados terminaron en el tercer sitio de la tabla del grupo 3, por lo que no avanzaron a la siguiente etapa.
En el Torneo de Apertura 2016 de la Liga Premier de Ascenso, su club tuvo el mejor desempeño al adjudicarse con el liderato del grupo 1. El delantero contabilizó 13 apariciones, 11 de ellas como titular, hizo 11 goles y tuvo 973' minutos de acción. Por otra parte, su conjunto clasificó a la liguilla de filiales y fue instaurado en el grupo 1, compartido con Puebla, Tijuana y Monarcas Morelia. Cruz en esta instancia vio acción en 6 oportunidades y anotó 2 tantos. Los Rayados quedaron en el segundo lugar de la tabla con 9 puntos, siendo descartados para la final.

### Belén F.C.
A partir del Campeonato de Verano 2017, Julio Cruz firmó con Belén de la Primera División de Costa Rica, bajo las órdenes del entrenador mexicano Fernando Palomeque. Fue presentado oficialmente el 7 de enero, junto con los otros mexicanos César de la Peña y Diego Franco, además del argentino Lautaro Ayala. Su debut como belemita debió esperar hasta la segunda jornada, el 14 de enero ante el Herediano, de local en el Estadio Rosabal Cordero. En esa oportunidad entró de cambio por Bryan López al inicio del segundo tiempo, y el marcador quedó igualado con cifras de 1-1. Cuatro días después fue titular en el juego contra Pérez Zeledón, en el Estadio Municipal, y anotó su primer gol del torneo al minuto 35'. Sin embargo, su conjunto perdió 2-1. El 21 de enero volvió a marcar un tanto, siendo esta vez de penal al minuto 16', en la derrota de local 1-3 frente a Carmelita. Su racha anotadora siguió una fecha más y, el 26 de enero, consiguió un nuevo gol de penal en la primera victoria de su equipo con cifras de 3-2 sobre el Santos de Guápiles. El 1 de febrero concretó un tanto contra Alajuelense, pero el rival dio vuelta el marcador para que este concluyera en pérdida de 1-2. Cuatro días posteriores, fue partícipe de un gol de penal al minuto 72' ante la Universidad de Costa Rica, en la derrota de 2-3. El 8 de febrero, en el compromiso frente al Deportivo Saprissa en condición de visitante, Cruz marcó el tanto de la victoria 0-1 al minuto 80'. Cuatro días después, en el juego contra el Cartaginés en el Estadio "Coyella" Fonseca, el atacante abrió el marcador tras el gol al minuto 25' y salió expulsado antes de finalizar la primera parte. El empate 1-1 definió el partido. La derrota con goleada de 7-0 dada por Limón en el Estadio Juan Gobán, provocó que el entrenador Palomeque renunciara de su puesto. Debido a esta situación, la dirigencia nombró al uruguayo Daniel Casas como el nuevo estratega. Julio regresó de su sanción de dos encuentros el 2 de marzo ante el Herediano, y anotó su octavo gol de la competencia al minuto 67', en la nueva derrota de 2-1. El 19 de marzo fue expulsado en la pérdida de 1-2 frente a San Carlos. Luego de ser suspendido tres compromisos, reapareció en la fecha 21 contra el Cartaginés tras haber ingresado de cambio por Diego Franco en el comienzo del segundo tiempo. En la jornada de cierre de la etapa de clasificación del torneo, su club se vio obligado a sacar una victoria para mantener la categoría, por lo que el 16 de abril enfrentó a Limón en el Estadio "Coyella" Fonseca. El delantero mostró su mejor desempeño al realizar un triplete, en el cual incluyó una extraordinaria «chilena». Sus goles fueron importantes para el marcador de 3-1 a favor de los belemitas. Además, en combinación con otros resultados, su equipo logró evadir el descenso tras ubicarse en el undécimo lugar de la tabla general acumulada. Por otra parte, el atacante contabilizó resaltables cifras en cuanto a juego y goles, teniendo 16 presencias con 11 tantos conseguidos. El 27 de abril se confirmó que Cruz no seguiría en el equipo, al igual que sus compañeros de la misma nacionalidad.

### C.S. Herediano
El 25 de mayo de 2017, se hizo oficial el fichaje de Cruz en el Club Sport Herediano, como nuevo refuerzo para la siguiente temporada.

### Alebrijes de Oaxaca
El 8 de diciembre de 2020 se anunció el regreso de Cruz al fútbol mexicano al ser contratado por el club Alebrijes de Oaxaca de la Liga de Expansión MX, para reforzar al equipo de cara al Torneo de Clausura de esa temporada. En abril de 2021 el futbolista se convirtió en el campeón de goleo del torneo tras haber anotado 10 goles.

## Clubes
| Club                   | País       | Año                                 | Goles |
| ---------------------- | ---------- | ----------------------------------- | ----- |
| C.F. Monterrey Premier | México     | 2015 - 2016                         | 23    |
| C.F. Monterrey         | México     | 2015 - 2016                         | 2     |
| Belén F.C.             | Costa Rica | 2017                                | 11    |
| C.S. Herediano         | Costa Rica | 2017                                | 5     |
| C.S. Cartaginés        | Costa Rica | 2018 - 2019                         | 13    |
| A.D. San Carlos        | Costa Rica | 2020, 2022                          | 17    |
| Brunei DPMM FC         | Singapur   | 2024 - 2025                         | 6     |
| Alebrijes de Oaxaca    | México     | 2021-2022, 2023-2024, 2025-presente | 36    |